# Methanobrevibacter gottschalkii
Methanobrevibacter gottschalkii es una especie de  arqueas metanógenas, se llamado después de Gerhard Gottschalk.

## Morfología y metabolismo
Es cocobacilos con extremos redondeados, aproximadamente 0.7 micrómetros de ancho y 0.9 micrómetros en longitud, que ocurren en pares o en cadenas cortas. Es Gram-positivo. Sus paredes celulares están compuestas de seudomureína. Es especies estrictamente anaerobia y su cepa tipo es HOT (=DSM 11977T =OCM 813T). Fue aislado por primera vez de las heces de caballos y cerdos.

## Otras lecturas
- Hackstein, Johannes HP, ed. (endo) symbiotic methanogenic archaea. Vol. 19. Springer, 2010.
- Schaechter, Moselio (2009). Encyclopedia of Microbiology. San Diego: Academic Press [Imprint]. ISBN 0-12-373944-6.
- Falkow, Stanley; Dworkin, Martin (2006). The prokaryotes: a handbook on the biology of bacteria. Berlin: Springer. ISBN 0-387-25493-5.
- Bignell, David Edward, Yves Roisin, and Nathan Lo, eds. Biology of termites: A modern synthesis. Springer, 2011.